# Cantó d'Auloron Santa Maria-Oest
El cantó d'Auloron Santa Maria-Oest és un cantó francès del departament dels Pirineus Atlàntics, situat al districte d'Auloron. Té 11 municipis i el cap és Auloron Santa Maria.

## Municipis
- Anhòs
- Aren
- Asasp e Arròs
- Eskiula
- Geronce
- Gèus d'Auloron
- Gurmençon
- Momor
- Auloron Santa Maria (part)
- Aurin
- Sent Güenh

| Data d'elecció                           | Identitat          | Partit | Qualitat                                |
| ---------------------------------------- | ------------------ | ------ | --------------------------------------- |
| 1945-1964                                | Ferdinand Lafargue |        |                                         |
| 1964-1976                                | Robert Malherbe    |        |                                         |
| 1976-1983                                | Henri Laclau       | PS     |                                         |
| 1983-1988                                | Henri Gréchez      | PS     |                                         |
| 1988-en curs                             | Hervé Lucbéreilh   | UMP    | alcalde d'Auloron Santa Maria 2001-2008 |
| les dades anteriors no són pas conegudes |                    |        |                                         |
|                                          |                    |        |                                         |